# Montevallo, Alabama
Montevallo är en stad (city) i Shelby County, i delstaten Alabama, USA. Enligt United States Census Bureau har staden en folkmängd på 6 403 invånare (2011) och en landarea på 32,6 km².